# Doanh nghiệp nhà nước
Doanh nghiệp nhà nước (hay Quốc doanh) (tiếng anh là state-owned enterprise (SOE)) là một thực thể kinh doanh do chính quyền quốc gia hoặc địa phương tạo ra hoặc sở hữu, thông qua lệnh hành pháp hoặc luật pháp. Quốc doanh hướng đến mục tiêu tạo ra lợi nhuận cho chính phủ, ngăn chặn độc quyền của khu vực tư nhân, cung cấp hàng hóa với giá thấp hơn, thực hiện các chính sách của chính phủ hoặc phục vụ các vùng xa xôi nơi doanh nghiệp tư nhân khan hiếm. Chính phủ thường nắm giữ toàn bộ hoặc phần lớn quyền sở hữu và giám sát các hoạt động. SOE có cấu trúc pháp lý riêng biệt, với các mục tiêu tài chính và phát triển, như làm cho các dịch vụ dễ tiếp cận hơn trong khi vẫn kiếm được lợi nhuận (chẳng hạn như đường sắt nhà nước). Chúng có thể được coi là các thực thể liên kết với chính phủ được thiết kế để đáp ứng các mục tiêu thương mại và tư bản nhà nước.
Tại Việt Nam, doanh nghiệp nhà nước bao gồm các doanh nghiệp do Nhà nước nắm giữ trên 50% vốn điều lệ, tổng số cổ phần có quyền biểu quyết theo quy định tại Điều 88 của Luật Doanh nghiệp 2020. . 
So với Doanh nghiệp tư nhân, Doanh nghiệp Nhà nước thường được cho là kém hiệu quả và lợi nhuận thấp hơn. Trong khi các công ty tư nhân chi tối đa hóa lợi nhuận cho cổ đông, Doanh nghiệp Nhà nước thường phải chịu trách nhiệm của xã hội, hoạt động vì lợi ích của người dân, được thành lập để đối phó với những thất bại của nền kinh tế. Điều đó dẫn đến việc các Doanh nghiệp Nhà nước không hướng đến và cũng không cần cố gắng tối đa hóa lợi nhuận như các doanh nghiệp tư nhân.

## Thuật ngữ
Các khái niệm xung quanh thuật ngữ doanh nghiệp nhà nước còn mơ hồ. Cả ba từ trong thuật ngữ này đều bị thách thức và có thể được diễn giải. Đầu tiên, có thể tranh luận về ý nghĩa của thuật ngữ "nhà nước" (ví dụ, không rõ liệu các tập đoàn và doanh nghiệp do thành phố sở hữu có được coi là do nhà nước sở hữu hay không). Tiếp theo, có thể tranh luận trong trường hợp nào một doanh nghiệp nhà nước đủ điều kiện được coi là "do nhà nước sở hữu" (doanh nghiệp nhà nước có thể được sở hữu toàn bộ hoặc một phần; rất khó để xác định rõ ràng mức độ sở hữu của nhà nước nào sẽ đủ điều kiện để một thực thể được coi là do nhà nước sở hữu vì chính phủ cũng có thể sở hữu cổ phiếu thường mà không ngụ ý bất kỳ sự can thiệp đặc biệt nào). Cuối cùng, thuật ngữ "doanh nghiệp" bị thách thức vì nó ngụ ý các điều luật trong luật tư nhân có thể không phải lúc nào cũng có, và do đó, thuật ngữ "tập đoàn" thường được sử dụng thay thế.
Do đó, SOE được biết đến với nhiều thuật ngữ khác: công ty nhà nước, thực thể nhà nước, doanh nghiệp nhà nước, tập đoàn sở hữu công cộng, doanh nghiệp kinh doanh của chính phủ, công ty do chính phủ sở hữu, công ty do chính phủ kiểm soát, doanh nghiệp do chính phủ kiểm soát, tập đoàn do chính phủ sở hữu, doanh nghiệp do chính phủ tài trợ, cơ quan chính phủ thương mại, doanh nghiệp khu vực công tư nhân hóa nhà nước hoặc bán nhà nước, trong số những thuật ngữ khác. Ở một số quốc gia thuộc Khối thịnh vượng chung, quyền sở hữu của Vương miện được nêu bật trong thuật ngữ địa phương chiếm ưu thế, với SOE ở Canada được gọi là "Tập đoàn Vương miện" và ở New Zealand là "thực thể Vương miện".
Thuật ngữ "công ty liên kết với chính phủ" (GLC) đôi khi được sử dụng, ví dụ như ở Malaysia, để chỉ các thực thể công ty tư nhân hoặc công cộng (được niêm yết trên sàn giao dịch chứng khoán) mà chính phủ mua cổ phần bằng cách sử dụng công ty holding. Hai định nghĩa chính của GLC phụ thuộc vào tỷ lệ thực thể công ty mà chính phủ sở hữu. Một định nghĩa [cần dẫn nguồn] cho rằng một công ty được phân loại là GLC nếu chính phủ sở hữu quyền kiểm soát thực tế (hơn 50%), trong khi định nghĩa thứ hai [cần dẫn nguồn] cho rằng bất kỳ thực thể công ty nào có chính phủ là cổ đông đều là GLC.
Hành động biến một bộ phận quan liêu của chính phủ thành SOE được gọi là doanh nghiệp hóa.

### Tại Việt Nam
Theo Luật Doanh nghiệp Nhà nước của Quốc hội nước Việt Nam. Doanh nghiệp nhà nước được định nghĩa thành:
- Công ty nhà nước là doanh nghiệp do Nhà nước sở hữu toàn bộ hoặc trên 50% vốn điều lệ, thành lập, tổ chức quản lý, đăng ký hoạt động theo quy định của Luật Doanh nghiệp Nhà nước. Công ty nhà nước được tổ chức dưới hình thức công ty nhà nước độc lập, tổng công ty nhà nước.
- Công ty cổ phần nhà nước là công ty cổ phần mà toàn bộ hoặc trên 50% cổ đông là các công ty nhà nước hoặc tổ chức được Nhà nước uỷ quyền góp vốn, được tổ chức và hoạt động theo quy định của Luật Doanh nghiệp.
- Công ty trách nhiệm hữu hạn nhà nước một thành viên là công ty trách nhiệm hữu hạn do Nhà nước sở hữu toàn bộ vốn điều lệ, được tổ chức quản lý và đăng ký hoạt động theo quy định của Luật Doanh nghiệp.
- Công ty trách nhiệm hữu hạn nhà nước có hai thành viên trở lên là công ty trách nhiệm hữu hạn trong đó tất cả các thành viên đều là công ty nhà nước hoặc có trên 50% thành viên là công ty nhà nước và thành viên khác là tổ chức được Nhà nước uỷ quyền góp vốn, được tổ chức và hoạt động theo quy định của Luật Doanh nghiệp.
- Doanh nghiệp có cổ phần, vốn góp chi phối của Nhà nước là doanh nghiệp mà cổ phần hoặc vốn góp của Nhà nước chiếm trên 50% vốn điều lệ, Nhà nước giữ quyền chi phối đối với doanh nghiệp đó.
- Doanh nghiệp có một phần vốn của Nhà nước là doanh nghiệp mà phần vốn góp của Nhà nước trong vốn điều lệ chiếm từ 50% trở xuống.
- Công ty nhà nước giữ quyền chi phối doanh nghiệp khác là công ty sở hữu toàn bộ vốn điều lệ hoặc có cổ phần, vốn góp chiếm trên 50% vốn điều lệ của doanh nghiệp khác, giữ quyền chi phối đối với doanh nghiệp đó.
- Công ty nhà nước độc lập là công ty nhà nước không thuộc cơ cấu tổ chức của tổng công ty nhà nước.

## Lý do thành lập Doanh nghiệp Nhà nước
Trong một nền kinh tế thị trường định hướng xã hội chủ nghĩa theo tiến sĩ Trần Vinh dự các Doanh nghiệp Nhà nước vẫn được thành lập vì các lý do sau:
- Độc quyền tư liệu sản xuất: độc chiếm tư liệu sản xuất xuất hiện do quy luật tăng hiệu quả kinh tế theo quy mô, hiệu quả sản xuất và phân phối của một ngành nhất định đạt được tối đa khi chỉ có một nguồn  cung cấp duy nhất, chẳng hạn như trong ngành điện,nước. Quốc hữu hóa các ngành này thường để đảm bảo không bao giờ xảy ra chuyện doanh nghiệp tư nhân trở nên độc quyền và dựa vào đó bóc lột người lao động.
- Thất bại của thị trường vốn:Có một số ngành công nghiệp đòi hỏi nhiều vốn và mức độ rủi ro cao khiến cho việc huy động vốn tư nhân qua thị trường vốn rất khó khăn.
- Ngoại ứng: Các nhà đầu tư tư nhân không muốn đầu tư vào các ngành mà lợi ích của nó lan tỏa sang nhiều ngành khác trong khi họ không thu được từ sự lan tỏa này.
- Công bằng xã hội:Khu vực tư nhân thường không hoặc ít khi chịu vươn tới các khu vực nghèo đói,vùng sâu, vùng xa,vùng đặc biệt khó khăn vì lợi nhuận thấp.Vì thế,phải có các Doanh nghiệp Nhà nước làm việc này để đảm bảo quyền tiếp cận tới các dịch vụ và tiện ích tối thiểu của người dân.